# Novantinoe
Novantinoe is een kevergeslacht uit de familie van de boktorren (Cerambycidae). De wetenschappelijke naam van het geslacht werd voor het eerst geldig gepubliceerd in 2007 door Santos-Silva & Hovore.

## Soorten
Novantinoe omvat de volgende soorten:
- Novantinoe agriloides (Bates, 1885)
- Novantinoe bicolor (Thomson, 1864)
- Novantinoe birai Santos-Silva & Hovore, 2007
- Novantinoe chemsaki Santos-Silva & Hovore, 2007
- Novantinoe cotopaxiana Santos-Silva & Hovore, 2007
- Novantinoe cribristernis (Bates, 1885)
- Novantinoe cristinae Santos-Silva & Hovore, 2007
- Novantinoe darlingtoni (Fisher, 1942)
- Novantinoe decora Bezark & Santos-Silva, 2013
- Novantinoe denticornis (Bates, 1870)
- Novantinoe equatoriensis (Villiers, 1959)
- Novantinoe fulvopicta (Bates, 1885)
- Novantinoe germaini (Villiers, 1959)
- Novantinoe guyanensis (Villiers, 1959)
- Novantinoe hefferni Santos-Silva & Hovore, 2007
- Novantinoe hovorei Santos-Silva & Hovore, 2007
- Novantinoe iani Santos-Silva & Hovore, 2007
- Novantinoe jolyi Santos-Silva & Hovore, 2007
- Novantinoe lezamai Santos-Silva & Hovore, 2007
- Novantinoe lingafelteri Santos-Silva & Hovore, 2007
- Novantinoe mariahelenae Santos-Silva & Hovore, 2007
- Novantinoe mathani (Villiers, 1959)
- Novantinoe monnei Santos-Silva & Hovore, 2007
- Novantinoe morrisi Santos-Silva & Hovore, 2007
- Novantinoe pegnai (Hüdepohl, 1989)
- Novantinoe peruviensis (Villiers, 1959)
- Novantinoe puertoricensis (Lingafelter & Micheli, 2004)
- Novantinoe rileyi Santos-Silva & Hovore, 2007
- Novantinoe rufa (Villiers, 1959)
- Novantinoe solisi Santos-Silva & Hovore, 2007
- Novantinoe spinosa (Bates, 1885)
- Novantinoe thomasi Santos-Silva & Hovore, 2007
- Novantinoe tumidicollis (Villiers, 1959)
- Novantinoe unidentata (Villiers, 1959)
- Novantinoe wappesi Santos-Silva & Hovore, 2007